# Robert Primožič
Robert Primožič, slovenski operni pevec in režiser, 11. marec 1893, Trst, † 16. december 1943, Ljubljana.

## Življenje in delo
Rodil se je očetu Francu in materi Ani (roj. Višnovec).
Primožič je po prvi pevski izobrazbi v Trstu, ki jo je izpopolnil v Milanu in Budimpešti, postal leta 1918 član zagrebškega narodnega gledališča za baritonske vloge in se v 11 sezonah povzpel med prve pevce hrvaške opere. Ob krizi v tem gledališču je 1928 odšel v Budimpešto, čez leto dni pa vstopil v službo pri ljubljanski operi, ki ji je ostal zvest do smrti. Bil je pevec velikega formata ter dosegel kot Rigoletto, Scarpia (Tosca), Don Juan, Amonasro, Falstaff, Jago (Otello), Mefisto (Faust), Boris Godunov, Knez Igor, Evgenij Onjegin, Zrinjski, blodeči Holandec, pa tudi v domačih operah Črne maske in Hlapec Jernej pomembne uspehe. Kot režiser se je začel uveljavljati že v Budimpešti, močno pa v Ljubljani, kjer je v smislu modernih načel skušal spraviti odrsko igro v sklad z zahtevami orkestra. V Ljubljani je zrežiral Boris Godunova, Kneza Igorja, Othella, Tosco, La Bohème in naposled Sneguročko. Leta 1943 je bil imenovan za šefa ljubljanske operne režije. Umrl je nenadoma v Ljubljani, zadet od strela vinjenega nemškega vojaka.